# スコット・ミラン
スコット・アレクサンダー・ミラン（Scott Alexander Millan, 1954年 - ）は、アメリカ合衆国のリ・レコーディング・ミキサーである。映画芸術科学アカデミーの理事会員、パラマウント映画のテクニカラーの音響監督である。アカデミー録音賞を4度受賞している。
2012年2月に映画音響協会より生涯功労賞が贈られた。

## 生い立ちと私生活
カリフォルニア州ロサンゼルスで生まれる。父のアートと母のリンは共に1950年代に俳優として活動していた。また娘のアシュレー・ニコール・ミランも女優である。

## 受賞とノミネート
| 賞               | 年   | 部門   | 作品名                       | 結果       |
| ---------------- | ---- | ------ | ---------------------------- | ---------- |
| アカデミー賞     | 1993 | 録音賞 | シンドラーのリスト           | ノミネート |
| アカデミー賞     | 1995 | 録音賞 | ブレイブハート               | ノミネート |
| アカデミー賞     | 1995 | 録音賞 | アポロ13                     | 受賞       |
| アカデミー賞     | 2000 | 録音賞 | グラディエーター             | 受賞       |
| アカデミー賞     | 2002 | 録音賞 | ロード・トゥ・パーディション | ノミネート |
| アカデミー賞     | 2004 | 録音賞 | Ray/レイ                     | 受賞       |
| アカデミー賞     | 2007 | 録音賞 | ボーン・アルティメイタム     | 受賞       |
| アカデミー賞     | 2010 | 録音賞 | ソルト                       | ノミネート |
| アカデミー賞     | 2012 | 録音賞 | 007 スカイフォール           | ノミネート |
| 英国アカデミー賞 | 1993 | 録音賞 | シンドラーのリスト           | ノミネート |
| 英国アカデミー賞 | 1995 | 録音賞 | ブレイブハート               | 受賞       |
| 英国アカデミー賞 | 1995 | 録音賞 | アポロ13                     | ノミネート |
| 英国アカデミー賞 | 1999 | 録音賞 | アメリカン・ビューティー     | ノミネート |
| 英国アカデミー賞 | 2000 | 録音賞 | グラディエーター             | ノミネート |
| 英国アカデミー賞 | 2004 | 録音賞 | Ray/レイ                     | 受賞       |
| 英国アカデミー賞 | 2007 | 録音賞 | ボーン・アルティメイタム     | 受賞       |
| 英国アカデミー賞 | 2012 | 録音賞 | 007 スカイフォール           | ノミネート |